# Segelskär, Vårdö
Segelskär är en ö i Vårdö kommun på Åland. Den ligger ligger öster om Bergö, från vilken den skiljs av den 500 meter breda Segelskärs strömmen.
Öns area är 56,1 hektar och dess största längd är 1,2 kilometer i nord-sydlig riktning.